# 弥生駅
弥生駅（やよいえき）は、岡山県倉敷市水島東弥生町にある、水島臨海鉄道水島本線の駅である。駅番号はMR5。

## 歴史
- 1943年（昭和18年）7月：三菱重工業水島航空機製作所（現在の三菱自動車水島製作所）専用鉄道の福田駅として開業[1]。
- 1948年（昭和23年）8月20日：弥生駅に改称し、旅客輸送を開始[1]。
- 1952年（昭和27年）4月1日：倉敷市が水島工業都市開発から施設譲受し、倉敷市交通局の駅となる。
- 1970年（昭和45年）4月1日：水島臨海鉄道が倉敷市交通局から施設譲受し、水島臨海鉄道の駅となる。
- 1992年（平成4年）9月7日：高架化とともに、交換設備設置[2]。

## 駅構造
相対式ホーム2面2線の高架駅。無人駅である。それぞれのホームに直結した出入り口がある。ホームの一部には上屋がある。

### のりば
| のりば | 路線      | 方向 | 行先           |
| ------ | --------- | ---- | -------------- |
| 西側   | ■水島本線 | 上り | 倉敷市方面     |
| 東側   | ■水島本線 | 下り | 三菱自工前方面 |

※案内上ののりば番号は割り当てられていない。
付記事項
- 1992年（平成4年）に高架化される以前の地上駅時代は1面1線であり、交換設備は隣の栄駅にあった。

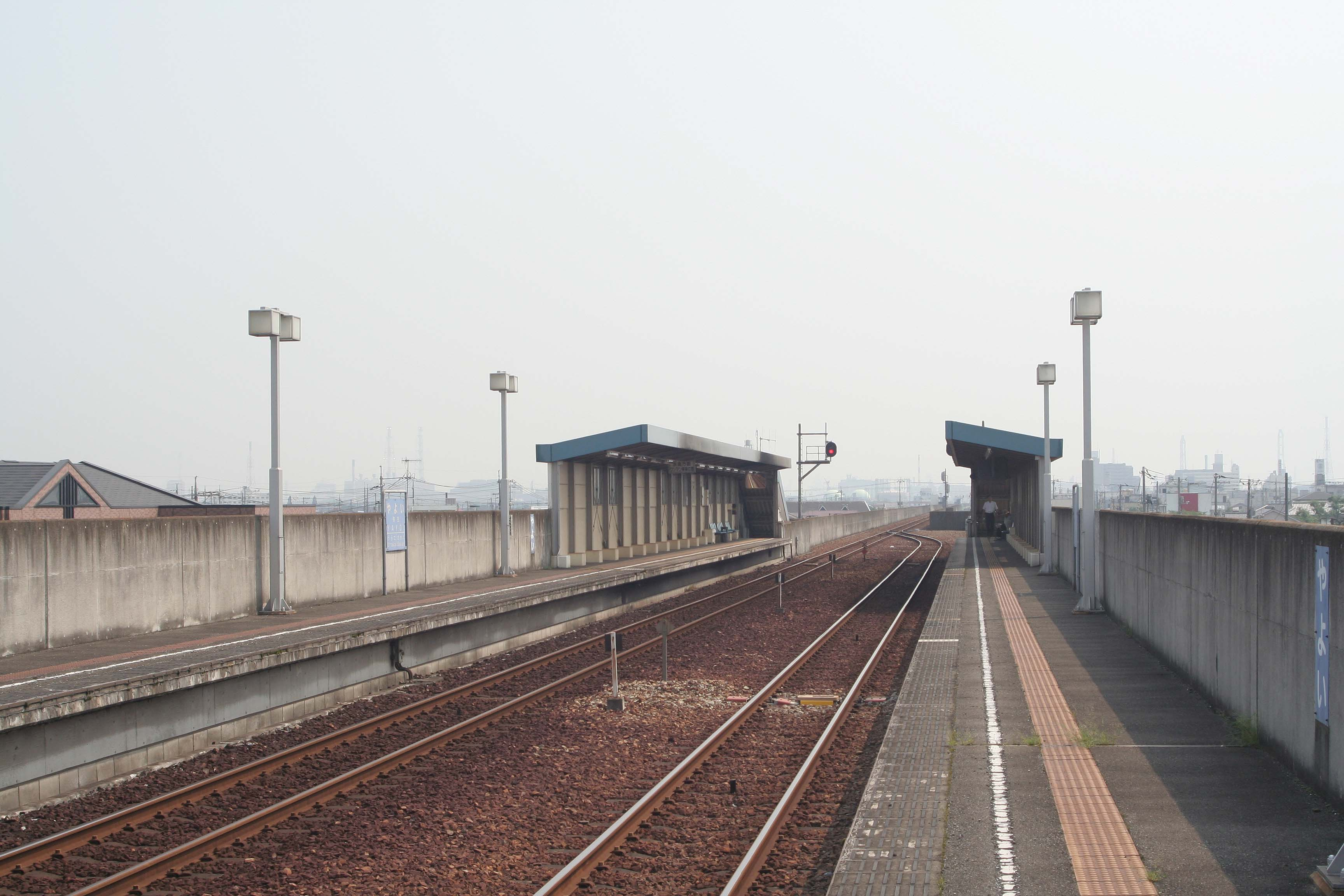
構内（2007年7月）

## 利用状況
1日平均乗車人員および乗降人員の推移は下記の通り。
| 年度   | 1日平均 乗車人員 | 1日平均 乗降人員 |
| ------ | ---------------- | ---------------- |
| 1999年 | 282              | 688              |
| 2000年 | 272              | 683              |
| 2001年 | 221              | 546              |
| 2002年 | 205              | 491              |
| 2003年 | 198              | 483              |
| 2004年 | 199              | 486              |
| 2005年 | 191              | 466              |
| 2006年 | 196              | 476              |
| 2007年 | 194              | 478              |
| 2008年 | 209              | 504              |
| 2009年 | 202              | 477              |
| 2010年 | 200              | 473              |
| 2011年 | 266              | 531              |
| 2012年 |                  |                  |
| 2013年 | 290              | 577              |
| 2014年 | 291              | 580              |
| 2015年 | 291              | 580              |
| 2016年 | 278              | 554              |
| 2017年 | 288              | 574              |
| 2018年 | 297              | 593              |
| 2019年 | 314              | 626              |
| 2020年 | 228              | 455              |
| 2021年 | 231              | 460              |
| 2022年 | 266              | 532              |

## 駅周辺
住宅街となっているが、その一角には教会や保育施設や小学校が建つ。
- 岡山県立倉敷古城池高等学校
- 倉敷市立水島小学校
- 倉敷市立第四福田小学校
- 倉敷市立第四福田幼稚園
- 水島保育園
- 岡山朝鮮初中級学校
- 倉敷医療生活協同組合・水島協同病院
- 倉敷医療生活協同組合・コープリハビリテーション病院
- 日本キリスト教団倉敷水島教会[4]
- カトリック水島教会、マリア幼稚園
- 水島ナザレン教会、聖和保育園
- 水島彫刻通り[5]
- 八間川通り

## 隣の駅
水島臨海鉄道
■水島本線
浦田駅（MR4） - 弥生駅（MR5） - 栄駅（MR6）